# Ambadi-See
Ambadi (Buhayrat Ambadi) ist ein See in den Bundesstaaten Unity und Warrap des Südsudan. Er hat Zufluss durch die Flüsse Jur und Tonj, der über ihn mündet, und steht in direkter Verbindung mit dem Lake Abu Shanab (Buhayrat Abu Shanab).

## Geographie
Der See gehört zum Bahr al-Ghazal-Sumpf, dem westlichen Ausläufer des Sudd und entwässert bei Hochwasser über den Bahr al-Ghazal. Wobei das Wasser des Sees hauptsächlich durch Verdunstung verschwindet. Im Umfeld bestehen weite Flächen aus undurchdringlichen Sümpfen. Die nächstgelegenen namhaften Orte sind Riak im Norden (Unity) und Mashra‘ ar Raqq (مشرع الراق) im Süden (Warrap).
Der See erstreckt sich auf einer Länge von ca. 44 km von Norden nach Süden aus dem Gebiet des Bundesstaates Unity auf das Gebiet von Warrap.
Das Umfeld des Sees ist ein Naturschutzgebiet mit einer Fläche von 1500 km². Das Gebiet ist ein wichtiges Brutgebiet für den Schuhschnabel.